# Кояма
Кояма (на японски: 高山町, по английската Система на Хепбърн Koyama) е бил град в област Кимоцуки, префектура Кагошима, Япония. През 2003 г. населението е било 14 441 души с плътност 112,15 души на km2. Градът се е разпростирал на площ от 128,76 km2.
На 1 юли 2005 г. е слят с град Ухинура, като формират новия град Кимоцуки.